# قرار مجلس الأمن التابع للأمم المتحدة رقم 500
قرار مجلس الأمن التابع للأمم المتحدة رقم 500، المعتمد في 28 يناير 1982، بعد النظر في بند على جدول أعمال المجلس، ونظراً لعدم وجود إجماع بين أعضائه الدائمين، قرر المجلس الدعوة إلى اجتماع طارئ للجمعية العامة للأمم المتحدة لمناقشة الاحتلال الإسرائيلي لمرتفعات الجولان.
تم تبني القرار، الذي رفضته الولايات المتحدة سابقًا في 20 يناير 1982، بأغلبية 13 صوتًا مع امتناع عضوين عن التصويت من المملكة المتحدة والولايات المتحدة.
وعقب القرار، انعقدت الدورة الاستثنائية الطارئة التاسعة للجمعية العامة للأمم المتحدة.

## روابط خارجية
- نص القرار في undocs.org